# Кевен Алеман
Кевен Алеман (англ. Keven Alemán, нар. 25 березня 1994, Сан-Хосе) — канадський футболіст, півзахисник костариканського клубу «Пунтаренас» та національної збірної Канади.
Виступав також за клуб «Ередіано».

## Клубна кар'єра
Народився 25 березня 1994 року в місті Сан-Хосе. Вихованець футбольної школи клубу «Реал Вальядолід».
У дорослому футболі дебютував 2013 року виступами за команду «Реал Вальядолід Б», у якій провів один сезон. 
Своєю грою за цю команду привернув увагу представників тренерського штабу клубу «Ередіано», до складу якого приєднався 2014 року. Відіграв за костариканську команду наступні два сезони своєї ігрової кар'єри.
Згодом з 2015 по 2024 рік грав у складі команд «Белень», «Сапрісса», «Сакраменто Репаблік», «Едмонтон», «Валор», «Гвадалупе», «Атлетіко Оттава» та «Персікабо 1973».
До складу клубу «Пунтаренас» приєднався 2024 року. Станом на 3 квітня 2025 року відіграв за пунтаренаську команду 7 матчів в національному чемпіонаті.

## Виступи за збірну
У 2013 році дебютував в офіційних матчах у складі національної збірної Канади.
У складі збірної був учасником розіграшу Золотого кубка КОНКАКАФ 2013 року у США.